# 五車韻瑞
五車韻瑞（ごしゃいんずい）とは、明の凌稚隆によって編纂された韻書。160巻。
元の『韻府群玉』に倣って作られた類書の性格を持った韻書である。すなわち経·史·子·集·賦の五部に分けて二字・三字・四字の熟字を並べ、その下に典拠となる文献の該当部分を網羅する形式を採っている。「五車」とは『荘子』の言葉で五輌の車に乗るほどの大量の書物を意味している。
清代の韻書『佩文韻府』の底本となったことで知られている。